# サハラソーラーブリーダー計画
サハラソーラーブリーダー計画（Sahara Solar Breeder Project、SSB）は、サハラ砂漠の砂と海水から製造したソーラーパネルにより太陽光発電所を自己増殖的に建設し、超伝導電線で電力を世界中に送電する計画である。東京大学の化学者鯉沼秀臣が構想した。2010年よりJSTとJICAの「地球規模課題対応国際共同研究事業」による日本とアルジェリアの大学の共同プロジェクトとして始動した。

## 内容
一般的なソーラーパネルの主原料は高純度のケイ素の結晶（ウェハー）である。砂の主成分は二酸化ケイ素であり、これを原料にウェハーを製造している。砂は砂漠に無尽蔵に存在するため、初期投資として精錬設備を建設すれば、ウェハー、そしてソーラーパネルを無尽蔵に製造することができる。製造したソーラーパネルを砂漠のある地区に集積させて太陽光発電所を建設、砂運搬時や製造時の電力に賄うことで太陽光発電所を自己増殖的に建設する。
電力の利用法としては、送電ロスの少ない超伝導電線によって世界中に電力を届けるほか、アフリカの市街や貧困地域に送電網を敷設すること、さらには砂漠の緑化のための淡水輸送ラインや植物工場の稼働に利用することによって、アフリカに新産業を根付かせ雇用を生み出し、アフリカの生活水準を向上させることが期待される。

## 「スーパーアポロ計画」
2050年までに人類の利用するエネルギーの50％を太陽光エネルギーで賄うという「スーパーアポロ計画」を掲げる。これは、太陽神「アポロン」の恩恵を太陽光発電による電力として享受し、また、超伝導電線網で、世界のエネルギー体系にパラダイムシフトを起こすこと、さらにはNASAの「アポロ計画」を超える人類の生存期間延長のための計画という意味である。

## その他
1989年頃に三洋電機が世界各地に点在する砂漠に合計で地球全体の砂漠の4%の面積に相当する大規模な太陽光発電システムを設置し、その間を超電導送電線で接続し地球全体で電力を融通し合うという、巨大電力ネットワーク構想「GENESIS計画」を掲げていた。地球各地に太陽光発電システムを設置するのは、夜になると発電できないという太陽電池のデメリットを解消するため時差を利用したためである。